# Усть-Кутский район
Усть-Ку́тский райо́н — административно-территориальное образование (район) и муниципальное образование (муниципальный район) в Иркутской области России.
Административный центр — город Усть-Кут.

## География
Площадь территории района — 34,6 тыс. км². Численность населения — 43 443 чел. (2021).
Географическое положение
Усть-Кутский район расположен в центральной части Иркутской области. Приравнен к районам Крайнего Севера. Бо́льшую часть территории занимает тайга. Имеет выгодное транспортно-географическое положение, находясь в месте пересечения железнодорожных, водных, автомобильных и воздушных путей.
Граничит:
- на севере — с Катангским и Усть-Илимским районами;
- на востоке — с Киренским и Казачинско-Ленским районами;
- на юге — с Жигаловским и Усть-Удинским районами;
- на западе — с Нижнеилимским районом.

Центр района — город Усть-Кут, находящийся у места впадения реки Куты в Лену.
Рельеф (топография) и геологическое строение
Район расположен на территории Лено-Ангарского плато Среднесибирского плоскогорья. Рельеф гористый, сильно расчлененный. На территории района расположен один поименованный хребет — Шивгон (637 м над уровнем моря). Максимальные высоты достигают 1156 м (на юго-восточной границе района).
Обладает запасами значительных объёмов полезных ископаемых. Промышленные запасы углеводородного сырья, по оценочным данным, составляют:
- нефть — 12,5 млн т.,
- газоконденсат — 6,2 млн т.,
- природный газ — 51,8 млрд м³.

Промышленная разработка на территории района ведётся на Марковском и Ярактинском нефтегазоконденсатных месторождениях.
94,6 % площади района покрыто лесом. Запас древесины оценивается в 555,3 млн м³.
Минеральные источники: используемые — в Усть-Куте (одноимённый санаторий в черте города), неиспользуемые — в Туруке и выше по течению Лены. Лечебные средства санатория: радоновые 15 нкюри/л (43 единиц Махе) хлоридные натриевые рассолы, содержащие бром, которые в разведённом виде используют для ванн, иловая грязь озера Солёного. Лечение заболеваний органов движения и опоры, гинекологических, периферической нервной системы.
Почвы
Почвы преимущественно дерново-карбонатные, дерново-подзолистые. Луговые и пойменные почвы средне- и легкосуглинистого механического состава.
Водные ресурсы
Крупнейшая река, протекающая по территории района — Лена. Судоходна. Большинство рек района относятся к бассейну Лены, крупнейшие из них — Кута, Орлинга, Таюра, Большая Тира.
Северная часть района относится к бассейну Нижней Тунгуски. Река берёт исток на территории района у его северо-западной границы, после чего течёт на восток до границы с Киренским районом. Имеет небольшие притоки.
Крупных озёр нет. В низовьях Куты и Туруки — минеральные источники. Большое количество родников, ключей.
Охрана природы
На территории района расположен комплексный охотничий заказник областного подчинения «Таюрский» (общая площадь — 55,6 тыс. га).

### Климат
Климат района резко континентальный. Средняя температура января — −25°С, июля — +17°С. Минимальная температура — −54°С (Марково, 1956 год), максимальная (в тени) — +38°С (Осетрово (сейчас в составе Усть-Кута), сер. XX века).
| Показатель                     | Янв. | Фев. | Март | Апр. | Май | Июнь | Июль | Авг. | Сен. | Окт. | Нояб. | Дек. |
| ------------------------------ | ---- | ---- | ---- | ---- | --- | ---- | ---- | ---- | ---- | ---- | ----- | ---- |
| Средний суточный максимум, °C  | −20  | −17  | −6   | 3    | 12  | 21   | 24   | 21   | 11   | −1   | −11   | −18  |
| Средний суточный минимум, °C   | −26  | −25  | −18  | −7   | 1   | 7    | 12   | 9    | 2    | −4   | −16   | −24  |
| Норма осадков, мм              | 20   | 14   | 13   | 19   | 33  | 55   | 72   | 67   | 52   | 32   | 28    | 25   |
| Источник: Туристический портал |      |      |      |      |     |      |      |      |      |      |       |      |

Среднегодовая температура до 2007 года держалась стабильно на отметке −4 °С, в 2007 году: около 0 °С, в 2008 году: −1,2 °С.
Годовое количество осадков 350 мм. В зимний период — в виде снега. В межсезонье (весной и осенью, а также в начале и конце лета) нередок град.

## История
До 1926 года. Острог, волость
Усть-Кутский острог основан в 1631 году казацким отрядом под началом Ивана Галкина. Земли вокруг острога вскоре были объявлены волостью и подчинены Илимскому острогу.
Один из первых руководителей территорией Усть-Кутского района был Ерофей Хабаров. В 1665 году он в чине «сына боярского» был отправлен управлять Усть-Кутской волостью. С его правлением связано появление первых пашень на Лене и солеварни вблизи острога (ныне посёлок Курорт города Усть-Кута).
До 1775 года волость находилась в подчинении Илимска в составе Сибирской и Иркутской губерний.
В 1775 году в составе Иркутской губернии был выделен Киренский уезд, куда вошла Усть-Кутская волость.
В 1822 году Киренский уезд упразднён, а Усть-Кутская волость вошла в состав Иркутского округа.
В 1856 году Усть-Кутская волость вошла в состав новообразованного Верхоленского округа (с 1887 года — уезда).
В 1898 году перешла в подчинение вновь образованного Киренского уезда (с 1924 года — округа).
В 1925 году была укрупнена за счёт упразднения близлежащих волостей. Территория волости приняла очертания, близкие к границам современного Усть-Кутского района.
В течение этого времени территория нынешней Иркутской области многократно подвергалась административным преобразованиям, а регион менял названия. Подробнее см. статью «Административно-территориальное деление Иркутской области».
С 1926 года. Район
28 июня 1926 года в ходе очередной реформы на территории трёх волостей Киренского уезда — Орлингской, Марковской и Усть-Кутской — был образован Усть-Кутский район в составе Киренского округа Сибирского края. Площадь новообразованного района составила 35 120 км², в него вошли 68 сёл и деревень с общим населением 11 720 человек, центром района объявлено село Усть-Кут, где на тот момент было 92 двора. Впоследствии границы района претерпевали лишь незначительные изменения.
К 1 апреля 1940 года Усть-Кутский район с центром в селе Усть-Куте включал:
- 14 сельсоветов: Басовский, Боярский, Каймоновский, Максимовский, Марковский, Назаровский, Омолоевский, Орлингский, Подымахинский, Тарасовский, Таюрский, Турукский, Усть-Кутский, Якуримский;
- посёлок районного подчинения Осетрово.

В 1963 году прошла всесоюзная реформа районного деления, в ходе которой районы Иркутской области были разделены на сельские и промышленные. Усть-Кут стал городом областного подчинения, район был упразднён. В 1965 году деление районов на сельские и промышленные было отменено, Усть-Кутский район восстановлен, административные органы города и района были объединены, сельские советы вошли в подчинение городского совета.
К 1 января 1966 года Усть-Кутский район включал в себя 13 сельсоветов: Басовский, Боярский, Каймоновский, Максимовский, Марковский, Назаровский, Омолойский, Орлингский, Подымахинский, Тарасовский, Таюрский, Турукский, Якуримский.
6 февраля 1996 года из Усть-Кутского района Киренскому был передан посёлок Небель на БАМе, а из Киренского района Усть-Кутскому — деревня Тира на реке Лене.
31 декабря 2004 года образовано Усть-Кутское муниципальное образование со статусом муниципального района, в составе которого:
- 3 городских поселения: Усть-Кутское, Звёзднинское, Янтальское;
- 5 сельских поселений: Верхнемарковское, Нийское, Орлингское, Подымахинское, Ручейское;
- межселенная территория.

30 сентября 2008 года Орлингское сельское поселение было упразднено решением думы Усть-Кутского муниципального образования на основании решения схода граждан. Его населённые пункты вошли в состав межселенной территории.

## Население
| 1939    | 1959    | 1970    | 1979    | 1989    | 2002    | 2009    |
| ------- | ------- | ------- | ------- | ------- | ------- | ------- |
| 16 178  | ↗29 096 | ↘9349   | ↗16 567 | ↗20 704 | ↘10 765 | ↘9561   |
| 2010    | 2011    | 2012    | 2013    | 2014    | 2015    | 2016    |
| ↗53 791 | ↘53 682 | ↘53 037 | ↘52 303 | ↘51 408 | ↘50 718 | ↘50 088 |
| 2017    | 2021    |         |         |         |         |         |
| ↘49 726 | ↘43 443 |         |         |         |         |         |

Примечание. До 2010 года население Усть-Кута и Усть-Кутского района учитывалось отдельно.

### Урбанизация
В городских условиях (город Усть-Кут, рабочие посёлки Звёздный и Янталь) проживают 44 669 человек или 90,11 % населения района. Сельское население составило 5 057 человек.
Структура населения
По данным Всероссийской переписи населения 2010 года, численность населения на 2010 год составила 53 791 человек (на 2 тыс. чел. меньше, чем в 2008 году).
Демографическая ситуация
Усть-Кутский район с 2007 года является одним из немногих в Иркутской области, где наблюдается естественный прирост населения, однако баланс миграции отрицательный и составляет свыше −700 человек ежегодно.
Естественный прирост. Положительный баланс рождаемости и смертности отмечается с 2007 года и составлял:
- в 2008 году — 949 рождений, 860 смертей; естественный прирост +89 чел[24].;
- в 2009 году — 900 рождений, 849 смертей; естественный прирост +51 чел[25].

В сельских поселениях района в 2007 году наблюдалась естественная убыль −63 чел. (в целом по району скомпенсированная естественным приростом в городе Усть-Куте), в 2008 году — естественный прирост +4 чел., в 2009 году — +18 чел.
Молодёжь в возрасте от 14 до 30 лет составляет более 15 тысяч человек.
Миграция имеет отрицательный баланс. Миграционная убыль составила:
- в 2007 году — 807 чел.;
- в 2008 году — 743 чел. (322 чел. прибывших, 1105 чел. убывших) — ↘ 24 чел. по сравнению с 2007.

Уровень жизни населения
По данным на 1 января 2008 года, при численности постоянного населения 55,1 тыс. чел.:
- число занятых в экономике составляло 24,5 тыс. чел., или 44,4 % от общей численности населения;
- среднесписочная численность работающих на предприятиях — 17,1 тыс. чел. (без филиалов), или 31 % соответственно.

Уровень безработицы отражён в таблице:
| Год  | Численность безработных, чел. | Уровень официально зарегистрированной безработицы | Динамика к уровню предыдущего года |
| ---- | ----------------------------- | ------------------------------------------------- | ---------------------------------- |
| 2007 | 1036 чел.                     | 2,73 %                                            | 1,30 %                             |
| 2008 | 751                           | 1,98 %                                            | ↘ 0,75 %                           |

Среднемесячная номинальная начисленная заработная плата работников муниципальных учреждений на 2017 год составила 31 136 руб. Среднемесячная номинальная начисленная заработная плата работников крупных и средних предприятий и некоммерческих организаций городского округа на 2017 год составляла 55 987 руб.
Малообеспеченное население. На конец 2008 года численность населения района с доходами ниже прожиточного минимума составила 11,1 тыс. чел., или 20,2 % от общей численности населения (в 2007 году — 22,1 %). Среди них:
- малообеспеченные работающие граждане — 1,5 тыс. чел. (в 2007 — 2,1 тыс. чел.);
- пенсионеры с размером пенсии ниже прожиточного минимума — 2,9 тыс. чел. (в 2007 — 3,0 тыс. чел.);

Ежемесячным пособием на ребёнка на 1 ноября 2008 года пользовались родители 6 тыс. детей.

### Национальный состав
По данным Всероссийской переписи населения 2010 года в районе проживают представители 70 национальностей. Большинство — русские (93 %), относительно высока доля украинцев (2 %). Среди национальностей, насчитывающих больше 100 человек — татары (337 чел., 0,6 %), азербайджанцы (236 чел., 0,4 %), белорусы (185 чел., 0,35 %), киргизы (146 чел., 0,27 %). 1 % участвовавших в переписи не указали свою национальность.

## Муниципально-территориальное устройство
В муниципальный район (с официальным наименованием Усть-Кутское муниципальное образование) входят 7 муниципальных образований, в том числе 3 городских поселения и 4 сельских поселения, а также 1 межселенная территория без какого-либо статуса муниципального образования (с. Боярск, с. Омолой, с. Орлинга, с. Жемчугова, с. Тарасово)
| №        | Муниципальное образование           | Административный центр   | Количество населённых пунктов | Население (чел.) | Площадь (км²) |
| -------- | ----------------------------------- | ------------------------ | ----------------------------- | ---------------- | ------------- |
| 1        | Звёзднинское городское поселение    | рабочий посёлок Звёздный | 1                             | ↘775             | 1463,95       |
| 2        | Усть-Кутское городское поселение    | город Усть-Кут           | 2                             | ↘36 958          | 3488,81       |
| 3        | Янтальское городское поселение      | рабочий посёлок Янталь   | 1                             | ↘1453            | 3070,80       |
| 4        | Верхнемарковское сельское поселение | посёлок Верхнемарково    | 3                             | ↘1772            | 8624,83       |
| 5        | Нийское сельское поселение          | посёлок Ния              | 1                             | ↗1004            | 724,02        |
| 6        | Подымахинское сельское поселение    | село Подымахино          | 4                             | ↘772             | 2986,61       |
| 7        | Ручейское сельское поселение        | посёлок Ручей            | 4                             | ↘1287            | 4303,98       |
| 7.000001 | межселенная территория              |                          | 5                             |                  | 9941,22       |

В 2010 году было упразднено Орлингское сельское поселение, а его территория (сёла Орлинга, Басово (упразднено в 2015 году), Жемчугова, Тарасово) включена в межселенную территорию.

### Населённые пункты
В Усть-Кутском районе 21 населённый пункт.
| №  | Населённый пункт | Тип             | Население | Муниципальное образование           |
| -- | ---------------- | --------------- | --------- | ----------------------------------- |
| 1  | Бобровка         | посёлок         | ↘28       | Ручейское сельское поселение        |
| 2  | Боярск           | село            | ↘75       | межселенная территория              |
| 3  | Верхнемарково    | посёлок         | ↘1582     | Верхнемарковское сельское поселение |
| 4  | Жемчугова        | деревня         | →3        | межселенная территория              |
| 5  | Заярново         | посёлок         | ↗340      | Верхнемарковское сельское поселение |
| 6  | Звёздный         | рабочий посёлок | ↘775      | Звёзднинское городское поселение    |
| 7  | Казарки          | посёлок         | →748      | Подымахинское сельское поселение    |
| 8  | Каймоново        | село            | ↘103      | Ручейское сельское поселение        |
| 9  | Максимово        | деревня         | →15       | Ручейское сельское поселение        |
| 10 | Марково          | село            | ↘61       | Верхнемарковское сельское поселение |
| 11 | Ния              | посёлок         | ↗1004     | Нийское сельское поселение          |
| 12 | Новосёлова       | деревня         | →2        | Подымахинское сельское поселение    |
| 13 | Омолой           | село            | ↘65       | межселенная территория              |
| 14 | Орлинга          | село            | ↘40       | межселенная территория              |
| 15 | Подымахино       | село            | ↘78       | Подымахинское сельское поселение    |
| 16 | Ручей            | посёлок         | ↘1272     | Ручейское сельское поселение        |
| 17 | Тарасово         | село            | →2        | межселенная территория              |
| 18 | Таюра            | село            | ↘28       | Подымахинское сельское поселение    |
| 19 | Турука           | село            | ↘62       | Усть-Кутское городское поселение    |
| 20 | Усть-Кут         | город           | ↘36 918   | Усть-Кутское городское поселение    |
| 21 | Янталь           | рабочий посёлок | ↘1453     | Янтальское городское поселение      |

### Упразднённые населённые пункты
См. также: Исчезнувшие населённые пункты Усть-Кутского района

## Экономика
Доля налоговых и неналоговых доходов местного бюджета без учета субвенций (за исключением поступлений налоговых доходов по дополнительным нормативам отчислений) в общем объеме собственных доходов бюджета Усть-Кутского муниципального образования составляет 96,6 %. По итогам деятельности хозяйствующих субъектов в 2016 году выручка от реализации продукции, работ, услуг увеличилась на 29,5 % к уровню 2015 года.
Основные отрасли (в порядке уменьшения объёмов) — нефтедобыча, обрабатывающее производство, теплоэнергетика. Число субъектов малого и среднего предпринимательства в расчете на 10 тысяч человек населения на 2015 год составляла 312.
Продукция обрабатывающей промышленности — преимущественно пиломатериалы и изделия из дерева. Существуют проекты по строительству двух деревоперерабатывающих заводов и целлюлозно-бумажного комплекса.
Крупнейшие предприятия:
- ООО «Иркутская нефтяная компания» и ее дочерние компании;
- Нефтебаза;
- Осетровский речной порт;
- Верхне-Ленское речное пароходство;
- предприятия лесной промышленности.

Количество малых предприятий — 240, индивидуальных предпринимателей — 1465 (на 2008 год). Заняты в торговле, общепите и на рынке услуг.

### Природные ресурсы
Добыча нефти, газа и газоконденсата на крупнейших месторождения — Марковском, Дулисьминском, Ярактинском. Ведётся постоянная разведка новых месторождений. В лесном комплексе — добыча древесины высокого качества. Экспорт сырья в другие регионы России и Китай.

### Связь
Проводная связь. Наибольшее развитие проводной телефоной связи — в городе Усть-Куте. Телефонные сети остальных населённых пунктов связаны с городской. Количество абонентов в 2008 году — 8501 (в городе Усть-Куте — 7523). Основной поставщик проводной связи — Ростелеком.
Сотовая связь. Действует в районе с 2005 года, охватывает все относительно крупные населённые пункты. Операторы: Ростелеком, МТС, Билайн, МегаФон. На 31 декабря 2008 года суммарная абонентская база составила 40 тыс. человек.
Таксофоны. Во всех малонаселённых сельских пунктах, где отсутствует сотовая связь и не развита проводная, установлены 8 проводных и 12 спутниковых таксофонов.

### Пищевая промышленность.
Действуют хлебозавод, частные пекарни, молокозавод. Сельскохозяйственная отрасль развита слабо, большинство сельхозпродукции завозится в район.

### Сфера обслуживания, торговля, общепит
Более 600 торговых точек. Из них — 409 магазинов, в том числе федеральных сетей Эльдорадо, Позитроника, Евросеть.
Работают 25 кафе, три бара, 31 столовая. Общее количество посадочных мест превышает 4,5 тысячи.

## Транспорт
На территории района располагается Осетрово-Ленский транспортный узел, крупнейший в Восточной Сибири. Здесь благоприятно пересекаются железнодорожные и водные пути сообщения, имеется аэропорт, способный принимать крупные транспортные самолёты. Обеспечен круглогодичный выход на федеральную сеть автодорог.
Железнодорожный транспорт
Железнодорожное сообщение с 1951 года по Ленской (Тайшето-Ленской) железной дороге. По территории района проходит западный участок Байкало-Амурской магистрали, относящийся к Восточно-Сибирской железной дороге.
Крупнейшая станция — Лена. Работает в едином технологическом процессе с портом Осетрово.
Автомобильный транспорт
= Дорожная сеть =
Общая протяжённость дорог в Усть-Кутском районе на 2017 год — 652 км. Количество мостов — 55 (их общая протяжённость 2,698 км).
По территории района проходит маршрут следующих автомобильных дорог (с пометками о состоянии на 2009 год):
- Федеральная автодорога «Вилюй» в стадии проектирования. Реально существуют только два построенных участка, в 2007 году включённых в состав автодороги:
  - Р419 Тулун — Братск — Усть-Кут с выходом на М53 «Байкал»;
  - Усть-Кут — Верхнемарково.
- Дороги регионального и межпуниципального значения:
  - 25Н25 Усть-Кут — Киренск — проектируемый съезд с трассы «Вилюй» в сторону Киренска. Не построен. Сообщение с Киренском круглогодичное по трассе с щебёночным покрытием 25Н26 с отворотом в Небеле.
  - 25Н26 Усть-Кут — Уоян (через Магистральный и Северобайкальск) — большое количество недостроенных и разбитых участков, в некоторых местах отсутствуют мосты. Сквозное движение возможно только при благоприятных погодных условиях на автомобилях с хорошей проходимостью.
- Дороги местного значения:
  - Ручей — Бобровка (Максимово) — лесовозная.
  - Усть-Кут — Минган.

До населённых пунктов выше Усть-Кута по реке Лене автомобильные дороги, в том числе планируемые, отсутствуют.
Общее состояние автодорог в Усть-Кутском районе оценивается как неудовлетворительное. На многих участках требуется капитальный ремонт, восстановление дорожного полотна, укрепление дорожных сооружений.
Ремонт и реконструкция региональных и федеральных дорог на территории района запланированы на 2009—2011 годы.
Автозимники. В зимнее время широко используются автозимники, проходящие по руслам рек и маршрутам геологических профилей. Наиболее крупные из них:
- Верхнемарково — Мирный (часто под названием Усть-Кут — Мирный) с ответвлением на Ербогачён;
- Усть-Кут — Орлинга.

Автобусное сообщение
Пассажирские перевозки общественным транспортом осуществляются муниципальными и частными перевозчиками. Действует несколько городских маршрутов. В 2009—2010 годах создана сеть пригородных маршрутов, охватывающая все относительно крупные населённые пункты. Действует один междугородный маршрут до Иркутска.
Водный транспорт
На территории района располагается крупнейший в России речной порт Осетрово, занимающийся перевалкой грузов на север.
Пассажирские перевозки вниз по Лене до посёлка Визирный.
Воздушный транспорт
Аэропорт Усть-Кут. Регулярные рейсы в Иркутск.

## Образование
Муниципальная система образования района представлена 50 образовательными учреждениями. В их числе:
- 18 учреждений среднего (полного) общего образования
- 5 учреждений основного общего образования
- 2 учреждения начального образования
- 4 учреждения дополнительного образования детей
- 23 учреждения дошкольного образования

Кроме того, в районе действуют профессиональные училища и филиалы вузов.
Дошкольное образование
Остаётся острой проблема обеспеченности местами в дошкольных образовательных учреждениях. Учреждениями охвачено 59,4 % детей, что ниже среднего областного показателя на 2 %. На учёте для зачисления в ДОУ состоят 2148 человек (45 % детей района).
Школьное образование
В городе Усть-Куте расположены десять школ, лицей и основная (сменная) школа. По одной школе — в населённых пунктах: пгт Янтале, пгт Звёздном, пос. Ручье, пос. Ние, пос. Верхнемаркове, с. Подымахине.
Пять учреждений основного общего образования действуют в небольших населённых пунктах: пос. Туруке, пос. Бобровке, с. Омолое, с. Боярске, с. Орлинге.
Два учреждения начального общего образования в пос. Карпове (входит в состав Усть-Кута), с. Каймонове (деятельность приостановлена с 2008 года в связи с отсутствием учащихся).
Численность учащихся. В 2009—2010 годах впервые за последние годы наметилась тенденция на увеличение количества учащихся. Динамика численности по учебным годам:
- 2007—2008 учебный год — 6572.
- 2008—2009 учебный год — 6340 (↘ на 132 чел.)
- 2009—2010 учебный год — 6402 (↗ на 62 чел., в том числе 29 в городских, 33 в сельских школах).

Сокращается численность учащихся в основных и начальных общеобразовательных школах. В 1-м полугодии 2008—2009 года была приостановлена деятельность Каймоновской начальной школы в связи с отсутствием учащихся. Всего 1 человек учится в основной общеобразовательной школе Туруки.
Успеваемость. В 2009 году к итоговой аттестации были допущены 344 выпускника, из которых 323 человека (93,8 %) подтвердили освоение основных программ, 21 выпускник окончил среднюю школу со справкой. Снижение показателя успеваемости по сравнению с прошлым годом составило 5,3 %.
Обеспеченность кадрами школ района в 2008—2009 учебном году составила 99,2 %. В образовательных учреждениях района работают 789 педагогических работников. Сокращается число молодых специалистов. Доля учителей пенсионного возраста увеличивается, и к 2008—2009 году составила 41,6 %.
Компьютеризация. Обеспеченность оборудованием. К нынешнему времени оснащены компьютерными классами все средние школы района (100%-я компьютеризация достигнута в 2007 году). Всего в районе в средних школах насчитывается 26 компьютерных классов, 11 компьютеров находятся в малокомплектных школах. На 1 компьютер в среднем по району приходится 21,4 ученика.
Все средние школы оборудованы системой противопожарной сигнализации.

## Ссылка
- Администрация района